# Eduard Kavan
Eduard Kavan (13. října 1875 Břesovice – 30. července 1935 Kroměříž) byl český a československý římskokatolický kněz, probošt Kolegiátní kapituly u svatého Mořice v Kroměříži, politik a senátor Národního shromáždění.

## Biografie

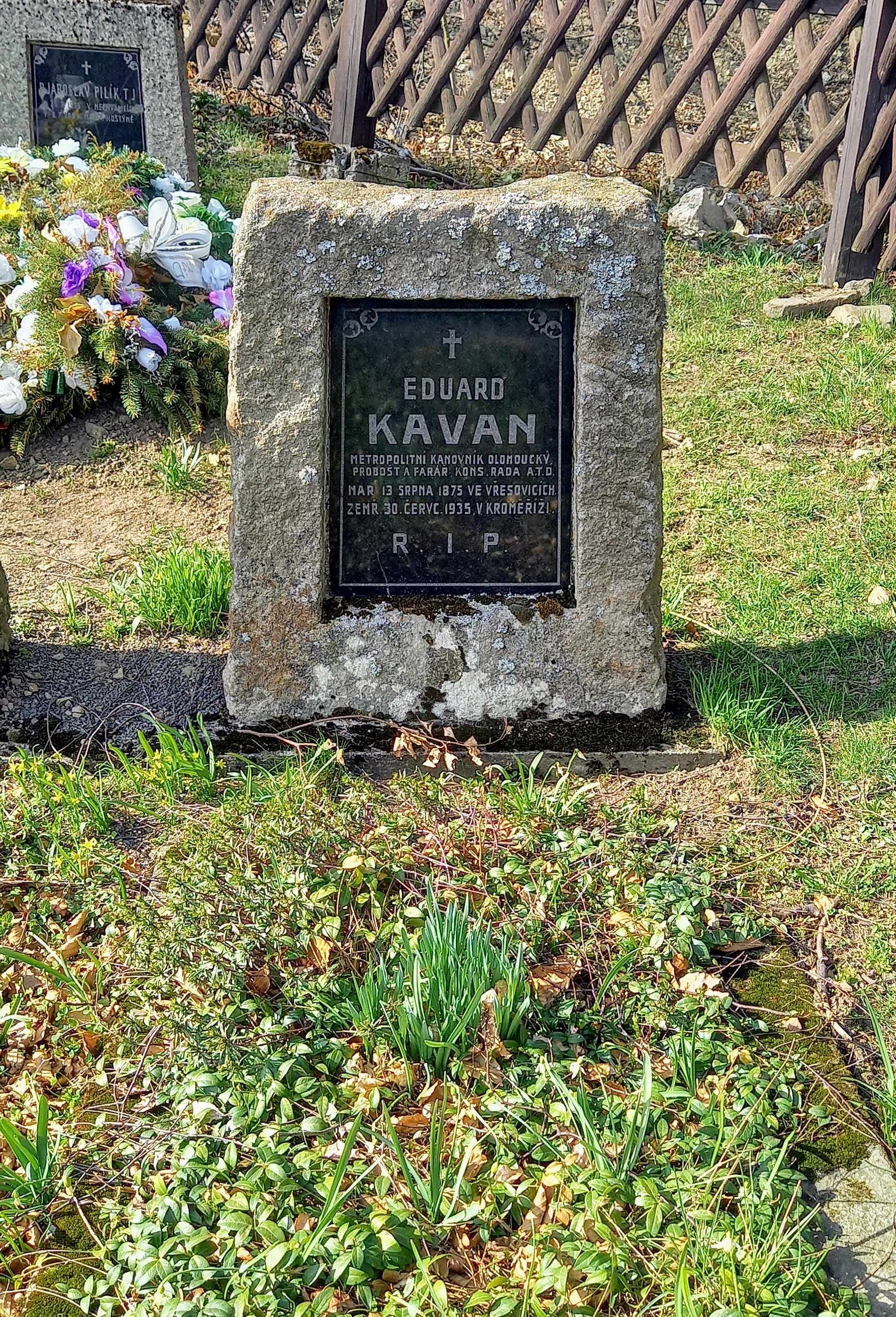
Hrob na Hostýně

Na kněze byl vysvěcen roku 1899. Profesí byl ve 20. letech 20. století farářem a náměstkem starosty Valašského Meziříčí. Předsedal Lidové jednotě pro Meziříčí a Krásno, byl starostou Orla župy kardinála Bauera, členem předsednictva kněžské nemocenské pojišťovny v Praze a předseda Jednoty duchovenstva arcidiecéze olomoucké. V politice se angažoval už počátkem 20. století. Byl odpůrcem volby Tomáše Masaryka za volební obvod na Valašsku.
V zemských volbách roku 1913 byl zvolen na Moravský zemský sněm jako jeden z 19 českých katolických poslanců. Zastupoval českou kurii venkovských obcí, obvod Valašské Meziříčí, Rožnov.
V parlamentních volbách v roce 1925 získal za Československou stranu lidovou senátorské křeslo v Národním shromáždění. Mandát obhájil v parlamentních volbách v roce 1929. V senátu setrval do roku 1935.
Od 1. května 1934 do své smrti roku 1935 byl proboštem Kolegiátní kapituly u svatého Mořice v Kroměříži. Zemřel v červenci 1935 po delší nemoci. Zádušní mše se konala v kostele svatého Mořice v Kroměříži, pohřeb na Hostýně.